# Братья Стругацкие (книга)
«Братья Стругацкие» (2008) — книга Анта Скаландиса (Антона Молчанова), биография писателей Аркадия и Бориса Стругацких. Вызвала множество критических отзывов, была награждена двумя литературными премиями.

## Содержание
Книга состоит из двадцати трёх глав и в хронологическом порядке повествует о жизни братьев Стругацких — от истории их родителей до того времени, когда Борис Стругацкий остался в одиночестве. В заключении, рассуждая о феномене Стругацких, автор задаётся вопросом, кем были и остаются Стругацкие, и отвечает:
«Частью жизни. И частью немалой. Стругацкие — это наше представление о будущем, о мире, о человеке, о том, что правильно и что неправильно, о смысле бытия и бессмысленности смерти… Стругацкие — это наши вывернутые наизнанку души. И наша совесть».

## История публикации. Критика
Первоначально биография Стругацких должна была выйти в издательстве «Молодая гвардия» в серии «Жизнь замечательных людей», но этого не произошло. Это объясняется тем, что в описании конфликта между «Молодой гвардией» и Стругацкими в 1970-х годах автор занял сторону Стругацких. К тому же издательство «АСТ» сумело быстрее выпустить книгу, успев к юбилею Бориса Стругацкого и к ежегодному конгрессу «Еврокон».. Книга Скаландиса стала первой биографией братьев Стругацких.
Журналистка Ольга Балла в журнале «Новый мир» делит многообразие мнений о книге Скаландиса на два типа. Одни критики считают, что эта книга — «самое важное событие в отечественной фантастике за много лет». К ним Балла присоединяет мнения, изложенные в некоторых блогах. Другие критики считают, что книга получилась «сектантской».
Автора как упрекают за нежелание оставаться в тени героев, так и ставят ему в плюс пристрастность и эмоциональность. Утверждениям, что в книге отсутствуют контекст эпохи, противопоставлено мнение, что книга затрагивает и этот аспект. В вину автору ставят беллетризованные фрагменты, «литературщину», но и эти недостатки «искупаются достоинствами».

## Награды и номинации

### Награды
- 2008 — премия «Звёздный мост» в номинации «Критика, публицистика и литературоведение».
- 2009 — премия «Бронзовая улитка» в номинации «Публицистика».

### Номинации
- 2009 — «АБС-премия», номинация «Критика и публицистика».
- 2009 — «Портал», номинация «Критика, литературоведение, эссе (книги, циклы статей)».
- 2009 — «Интерпресскон», номинация «Критика / публицистика».